# Abdulkadir Özdemir (Fußballspieler, 1994)
Abdulkadir Özdemir (* 10. März 1994 in Altındağ) ist ein türkischer Fußballspieler.

## Karriere
Özdemir begann seine Karriere bei Pinarspor. 2007 wechselte er zu Ankara Şekerspor. Im November 2012 debütierte er gegen İnegölspor in der drittklassigen TFF 2. Lig. Zu Saisonende musste er mit Şekerspor in die vierte Liga absteigen.
Im Januar 2015 verließ Özdemir Şekerspor. Nach einem halben Jahr Vereinslosigkeit schloss er sich im Sommer 2015 dem Viertligisten Cizrespor an. Im Januar 2016 wechselte er zu Tekirdağspor. Nachdem er nur einmal in der Liga zum Einsatz gekommen war, wechselte er zur Saison 2016/17 zum Viertligaaufsteiger 12 Bingölspor.